# آرثر واتسون (لاعب كريكت)
آرثر واتسون (17 مارس 1884 - 16 يناير 1952 في المملكة المتحدة)  (بالإنجليزية: Arthur Watson)‏ هو لاعب كريكت بريطاني (وحمل سابقاً جنسية المملكة المتحدة لبريطانيا العظمى وأيرلندا).